# Chi Carinae
Chi Carinae (χ Car) è una stella di magnitudine +3,44 situata nella costellazione della Carena. Dista 387 anni luce dal sistema solare.

## Osservazione
Si tratta di una stella situata nell'emisfero celeste australe. La sua posizione è fortemente australe e ciò comporta che la stella sia osservabile prevalentemente dall'emisfero sud, dove si presenta circumpolare anche da gran parte delle regioni temperate; dall'emisfero nord la sua visibilità è invece limitata alle regioni temperate inferiori e alla fascia tropicale. Essendo di magnitudine 3,4, la si può osservare anche dai piccoli centri urbani senza difficoltà, sebbene un cielo non eccessivamente inquinato sia maggiormente indicato per la sua individuazione.
Il periodo migliore per la sua osservazione nel cielo serale ricade nei mesi compresi fra dicembre e maggio; nell'emisfero sud è visibile anche all'inizio dell'inverno, grazie alla declinazione australe della stella, mentre nell'emisfero nord può essere osservata limitatamente durante i mesi della tarda estate boreale.

## Caratteristiche fisiche
La stella è una subgigante blu di tipo spettrale B3IVp; ha una massa 7 volte quella del Sole ed un raggio 5 volte superiore, mentre la sua luminosità è 2375 volte quella solare, considerando la radiazione ultravioletta che una stella con la sua temperatura superficiale (18000 K) emette in quella lunghezza d'onda.
Fu catalogata, nel 1969, come stella peculiare, perché presentava abbondanza di silicio nelle sue linee spettrali, anche se successivi studi sembrerebbero dimostrare che la presenza del silicio è nella norma per quel tipo di stelle.
Possiede una magnitudine assoluta di -1,93 e la sua velocità radiale positiva indica che la stella si sta allontanando dal sistema solare.